# Ozarba dignata
Ozarba dignata är en fjärilsart som beskrevs av Heinrich Benno Möschler 1883. Ozarba dignata ingår i släktet Ozarba och familjen nattflyn. Inga underarter finns listade i Catalogue of Life.